# Contrazione isometrica
La contrazione isometrica è un tipo di contrazione muscolare, la quale non prevede alcun cambiamento di lunghezza da parte del muscolo.

## Particolarità
Quando un muscolo si contrae isometricamente, si crea tensione senza accorciamento o allungamento delle fibre muscolari.
Per misurare la contrazione isometrica entrambi i capi del muscolo non devono essere in grado di muoversi (i due capi sono fissati ad un sistema rigido). Quindi quando un muscolo viene contratto da uno stimolo elettrico, si sviluppa tensione non accompagnata da accorciamento: l'andamento della forza mostra che la tensione aumenta fino a raggiungere un picco, cui segue una diminuzione fino a raggiungere di nuovo il livello di riposo. 
Quando un muscolo si contrae isometricamente, i suoi sarcomeri si accorciano anche se l'intero muscolo non lo fa. Questo è possibile perché i sarcomeri non si estendono per l'intera lunghezza della fibra muscolare e quindi non trasmettono la forza direttamente ai capi muscolari.

Al contrario, la forza viene trasmessa attraverso le componenti cellulari che connettono le miofibrille ai capi delle cellule e inoltre attraverso il tessuto connettivo che collega tra loro le porzioni terminali e si prolunga a formare i tendini. 